# مزاد علني (مسلسل)
مزاد علني هو مسلسل سوري اجتماعي، قصة وسيناريو وحوار وفيق الزعيم، وإخراج عماد سيف الدين. أنتج العمل في عام 1999 ومن أبرز شخصياته: عصام سليمان، نجاح حفيظ، سامية الجزائري، صباح بركات.

## شخصيات العمل
- وفيق الزعيم
- عصام سليمان
- نجاح حفيظ
- صباح بركات
- سامية الجزائري
- محمد الشماط
- عصام عبه جي
- سمر كوكش
- رافي وهبي
- توفيق العشا
- ريم عبد العزيز
- سعيد عبد السلام
- غادة واصف
- نزار أبو حجر
- مازن لطفي
- محمد قنوع
- فؤاد بخش
- حسام عيد
- عمر الجاسر